# Straight Up Sewaside
Albums de Das EFX
Dead Serious
(1992) Hold It Down
(1995)
Singles
1. Freakit
Sortie : 1993
2. Baknaffek
Sortie : 1993
3. Kaught in da Ak
Sortie : 1993

Straight Out Sewaside est le second album studio de Das EFX, sorti le 16 novembre 1993.
L'album s'est classé 6e au Top R&B/Hip-Hop Albums et 20e au Billboard 200.

## Liste des titres
| No  | Titre                           | Auteur                                                                                      | Contient un (des) sample(s) de | Durée |
| --- | ------------------------------- | ------------------------------------------------------------------------------------------- | --- | ----- |
| 1.  | Intro                           |                                                                                             | | 0:38  |
| 2.  | Undaground Rappa                | A. Weston, W. Hines, C. Charity, D. Lynch, J. Brown                                         | Soul Power de James Brown The Boss de James Brown Time 4 Sum Aksion de Redman Dum Dums de Das EFX Ya Wish Ya Could de Special Ed               | 4:01  |
| 3.  | Gimme Dat Micraphone            | A. Weston, W. Hines, C. Marotta, Kool & The Gang                                            | So Wat Cha Sayin' d'EPMD It's a New Day des Skull Snaps                                                                                        | 3:16  |
| 4.  | Check It Out                    | A. Weston, W. Hines, C. Charity, D. Lynch                                                   | Sing a Simple Song de Sly & the Family Stone Here We Go (Live at the Funhouse) de Run–DMC Funky Drummer de James Brown                         | 3:55  |
| 5.  | Interlude                       |                                                                                             | | 0:30  |
| 6.  | Freakit                         | A. Weston, W. Hines, C. Charity, D. Lynch                                                   | Never Let 'Em Say de Ballin' Jack UFO d'ESG Long Red de Mountain The Bridge de MC Shan                                                         | 3:18  |
| 7.  | Rappaz                          | A. Weston, W. Hines, C. Charity, D. Lynch, J. Brown                                         | I'm Singin' de Biz Markie | 4:22  |
| 8.  | Interview                       |                                                                                             | Can't Truss It de Public Enemy | 1:29  |
| 9.  | Baknaffek                       | A. Weston, W. Hines, C. Charity, D. Lynch                                                   | People de Graham Central Station Buffalo Gals de Malcolm McLaren Cummin’ at Cha d'EPMD featuring Das EFX                                       | 3:33  |
| 10. | Kaught in da Ak                 | A. Weston, W. Hines, C. Charity, D. Lynch, A. Horovitz, R. Rubin                            | Paul Revere des Beastie Boys Pollywanacraka de Public Enemy                                                                                    | 4:51  |
| 11. | Wontu                           | A. Weston, W. Hines, C. Charity, D. Lynch                                                   | I Know You Got Soul d'Eric B. & Rakim Just Rhymin' With Biz de Big Daddy Kane featuring Biz Markie                                             | 2:55  |
| 12. | Krazy Wit Da Books              | A. Weston, W. Hines, C. Charity, D. Lynch, D. McDaniels, H. David, B. Bacharach, R. Simmons | Walk on By de Gloria Gaynor The Champ des Mohawks They Want EFX de Das EFX Rap Is Outta Control d'EPMD Ooh, Whatcha Gonna Do de Run–DMC (1993) | 3:57  |
| 13. | It'z Lik Dat                    | A. Weston, W. Hines, C. Charity, D. Lynch                                                   | Just Rhymin' With Biz de Big Daddy Kane featuring Biz Markie                                                                                   | 3:30  |
| 14. | Host Wit Da Most (Rappaz Remix) | A. Weston, W. Hines                                                                         | Superman Lover de Johnny « Guitar » Watson It's a New Day des Skull Snaps                                                                      | 3:32  |